# Тріфенштайн
Тріфенштайн (нім. Triefenstein) — риночна громада у Німеччині, у землі Баварія.  Підпорядковується адміністративному округу Нижня Франконія. Входить до складу району Майн-Шпессарт. 
Населення - 4360 осіб (на 31 грудня 2020). Площа - 25,47 км². 
Офіційний код — 09 6 77 154.

## Географія
Тріфенштайн розташований на берегах річки Майн. 

### Поділ громади
Тріфенштайн має чотири місцеві райони:
- Гомбурґ-на-Майні
- Лєнґфурт
- Реттерсгайм
- Треннфельд (з монастирем Тріфенштайн)

### Сусідні Муніципалітети
Тріфенштайн має такі сусідні муніципалітети:
- Місто Марктгайденфельд
- Громада Ерленбах-при-Марктгайденфельді
- Риночна громада Ремлінґен
- Громада Гольцкірхен
- Місто Вертгайм
- Риночна громада Кройцвертгайм

## Громади-побратими
- Вальдальєр (фр. Valdallière), Франція